# Víctor Giménez Landínez
Víctor Manuel Giménez Landínez (Urachiche, Yaracuy, 1 de abril de 1920 - Caracas, 19 de enero de 2000) fue un abogado especialista en derecho agrario y dirigente socialcristiano venezolano. Ministro de Agricultura y Cría entre 1959 y 1963, durante la presidencia constitucional de Rómulo Betancourt.

## Biografía
Hijo de María Virginia Landínez Limardo y Víctor Giménez Giménez, productor agrícola del estado Yaracuy. Sobrino de Juan Victoriano Giménez, quien fuera presidente de esa entidad. A la muerte de su padre, cuando tenía once años de edad, fue enviado junto a sus hermanos Joaquín y Oscar, al Colegio San José, en la ciudad de Mérida. Allí estuvo bajo la tutela del escritor Tulio Febres Cordero, de quien luego escribió una breve biografía publicada en 1954. En 1936, en un telegrama dirigido a Rafael Caldera, pidió integrarse a la recién creada Unión Nacional Estudiantil (UNE).
En agosto de ese año se trasladó a Caracas, donde estudió derecho en la Universidad Central de Venezuela. En su etapa como estudiante universitario fue profesor de historia y geografía de Venezuela en los colegios: San Ignacio de Loyola y San José de Tarbes; fue director y profesor en el Liceo UNE y participó en el grupo de redacción del Semanario UNE. Fundó el partido COPEI en el estado Yaracuy, el mismo 13 de enero de 1946, fecha en que fue fundado en Caracas por Caldera y demás líderes socialcristianos.

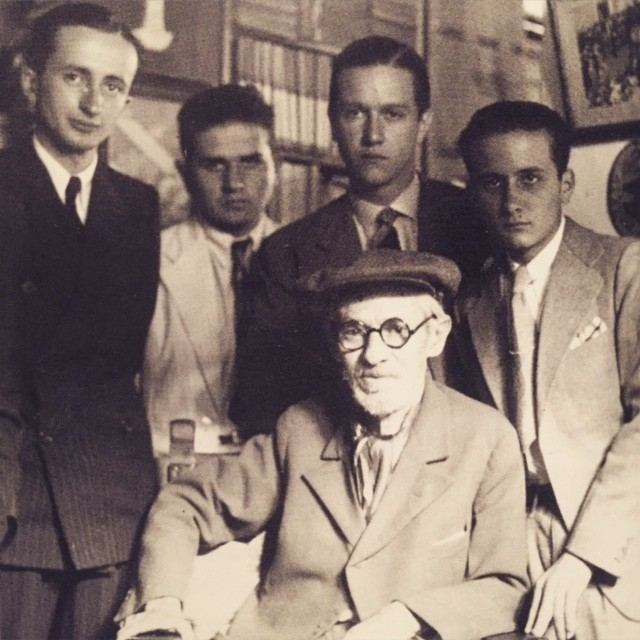
De izquierda a derecha: Pedro José Lara Peña, Edmundo Izarra, Rafael Caldera y Víctor Giménez Landínez, durante una visita al escritor Tulio-Febres Cordero (Mérida, 1936).

Doctor en ciencias políticas, ejerció como abogado-socio en el Escritorio Liscano en Caracas. Presidió la Asamblea Legislativa del estado Yaracuy (1944-46) y ejerció como profesor titular en su alma máter (en la que fundó la cátedra de Derecho Agrario, 1968-1988) y en la Universidad Católica Andrés Bello. Se desempeñó como profesor contratado en las universidades de Roma, Florencia y Varsovia. También fue Individuo de número del Instituto de Derecho Agrario Internacional Comparado, Florencia, Italia. 
En su periodo como ministro de Agricultura y Cría, destacó su impulso y participación en la redacción de la Ley de Reforma Agraria en 1960. En 1963, el presidente Betancourt lo designó embajador en Italia. Al finalizar su misión, permaneció trabajando en calidad de contratado de la FAO. En 1965 comenzó a trabajar en la OEA, como director del «Programa de Desarrollo Agrícola y Reforma Agraria para las Américas».
Durante los gobiernos socialcristianos de Rafael Caldera y Luis Herrera Campíns, fue presidente del Instituto Agrario Nacional y del Fondo de Crédito Agropecuario, respectivamente. En este último, su principal labor fue la de canalizar recursos para la inversión en las áreas más afectadas por la reforma agraria.
En 1982, el presidente Herrera lo designó embajador ante la OEA. En el segundo gobierno de Rafael Caldera (1994-1999), fungió como presidente ad honorem de la Comisión Presidencial para la evaluación del proceso de Reforma Agraria. Entre otras funciones que desempeñó fue la de jefe de redacción del diario El Gráfico; promotor del vespertino Al Cierre y de la Editorial Dimensiones; presidente de la Fundación Tomás Liscano (1977-2000); asesor y director de la Fundación Polar y colaborador del Instituto Weizmann de Israel.